# Reith bei Seefeld
Reith bei Seefeld är en ort och kommun i distriktet Innsbruck-Land i förbundslandet Tyrolen i Österrike. Kommunen har 1 571 invånare (2024).Den ligger 15 km nordväst om Tyrolens huvudstad Innsbruck.